# Trung tâm lịch sử của Arequipa
Trung tâm lịch sử của Arequipa là một Di sản thế giới được UNESCO công nhận bao gồm phần trung tâm lịch sử của thành phố Arequipa tại Peru. Nó là một ví dụ về kiến trúc trang trí, đại diện cho một kiệt tác sáng tạo của người châu Âu vẫn mang nét đặc trưng bản địa. Đây từng là thị trấn thuộc địa bị thách thức bởi các điều kiện khắc nghiệt của thiên nhiên, mang ảnh hưởng bản địa, quá trình chinh phục và truyền giáo. Nó có diện tích 332 hecta bao gồm 5817 thuộc tính của 500 tòa nhà di sản hầu hết được xây dựng từ thế kỷ 19. Các di tích bao gồm di tích tôn giáo, di tích quân sự, di tích công cộng và di tích dân sự.

## Mô tả

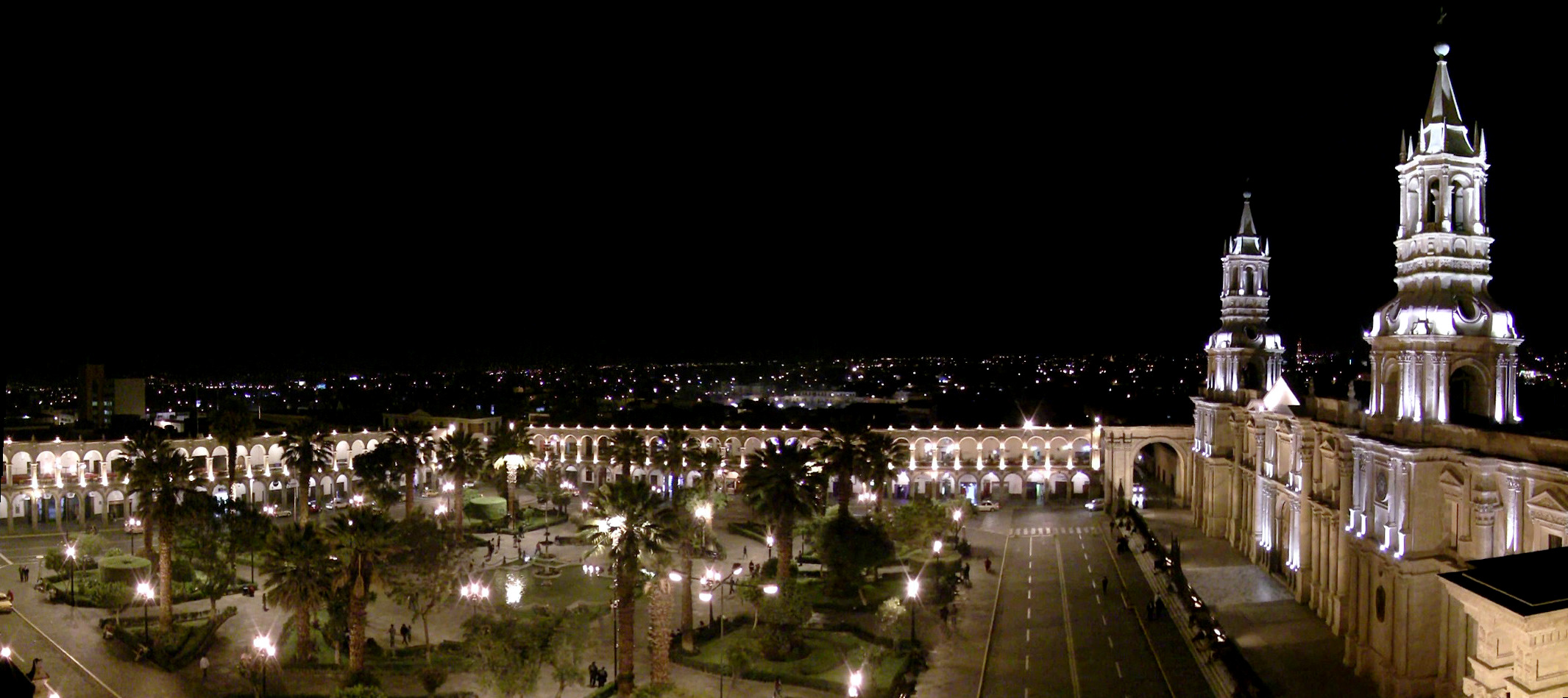
Quảng trường chính của Arequipa.

Phần trung tâm lịch sử thành phố được xây dựng từ đá núi lửa sillar, một loại đá rhyolit. Kiến trúc là sự kết hợp của châu Âu với bản địa thể hiện rõ nét ở các bức tường, cổng vòm, hầm, sân trong, không gian mở và những trang trí Baroque phức tạp ở mặt tiền. Nằm ở giữa khu vực là Quảng trường chính của Arequipa (Plaza Mayor de Arequipa) với các cổng, tòa thị chính, nhà thờ chính tòa. Đây là tòa nhà tôn giáo Tân cổ điển quan trọng nhất tại Peru được xây dựng vào giữa thế kỷ 19 trên tàn tích của một nhà thờ Baroque. Góc quảng trường là nhà thờ Claustros de La Compañía mang kiến trúc Baroque cuối thế kỷ 18. Tu viện Santa Catalina là một công trình tôn giáo ngoạn mục với diện tích 20.000 mét vuông tích hợp các kiến trúc thế kỷ 16 và 18. Các công trình đáng chú ý khác gồm tổ hợp nhà thờ tu viện San Francisco thế kỷ 18, nhà nguyện và tu viện Santo Domingo, nhà thờ và tu viện Santa Martha, Santa Teresa và Santa Rosa, Cầu Bolognesi và Grau thế kỷ 18 được xây dựng đá túp.
Khu vực được công nhận Di sản thế giới có diện tích 332 hecta bao gồm 5817 thuộc tính của 500 tòa nhà hầu hết được xây dựng vào thế kỷ 19, trên khu vực của các tòa nhà thuộc địa trước đây bị phá hủy bởi trận động đất năm 1868. Hầu hết chúng được xây dựng từ đá sillar đặc trưng bởi vòm bán nguyệt và vòm trần. Các bức tường dày từ 1-1,5 mét trong khi các nhà thờ có tường dày tới 2 mét. Nhờ sử dụng vữa giúp các bức tường đồng nhất, được gia cố bằng vòm gạch, đá hoặc bê tông chứng minh sự khan hiếm gỗ trong khu vực.
Kiến trúc ở Arequipa không chỉ sa hoa ở những công trình tôn giáo mà còn thể hiện ở các dinh thự của các quý tộc địa phương. Các ngôi nhà góc cạnh với những cánh cửa và hành lang lớn dẫn tới sân trong, nơi cũng có các tác phẩm điêu khắc nổi bật như tại mặt tiền. Các cửa sổ hẹp cho phép ánh sáng xuyên qua các vòm hình bán nguyệt và dưới trần nhà hình vòm. Các dinh thự với khu phức hợp hoành tráng, đường phố và quảng trường, đảm bảo sự hài hòa và toàn vẹn với cảnh quan đô thị.

### Di tích tôn giáo
Khu vực trung tâm lịch sử bao gồm 14 nhà thờ, 4 nhà nguyện, 5 nhà tu và 3 tu viện. Đáng chú ý nhất trong số các công trình phải kể tới Nhà thờ chính tòa vương cung thánh đường Arequipa. Đây là tòa nhà Tân cổ điển quan trọng nhất Peru được tái thiết vào đầu năm 1844, hoàn thành sau đó ba năm dưới sự chỉ đạo của kiến trúc sư Lucas Poblete. Mặt bên của nó nhìn ra quảng trường chính. Mặt tiền của nó nổi bật với các cột Corinth.